# Forio
Forio is een Italiaanse gemeente, onderdeel van de metropolitane stad Napels, wat voor 2015 nog de provincie Napels was (regio Campanië) en telt 17.315 inwoners (31-07-2022). De oppervlakte bedraagt 12,9 km², de bevolkingsdichtheid is 1211 inwoners per km².
De volgende frazioni maken deel uit van de gemeente: Panza.

## Zusterstad
Sinds 2008 met Câmara de Lobos (gemeente), Eiland Madeira, Portugal

## Galerij

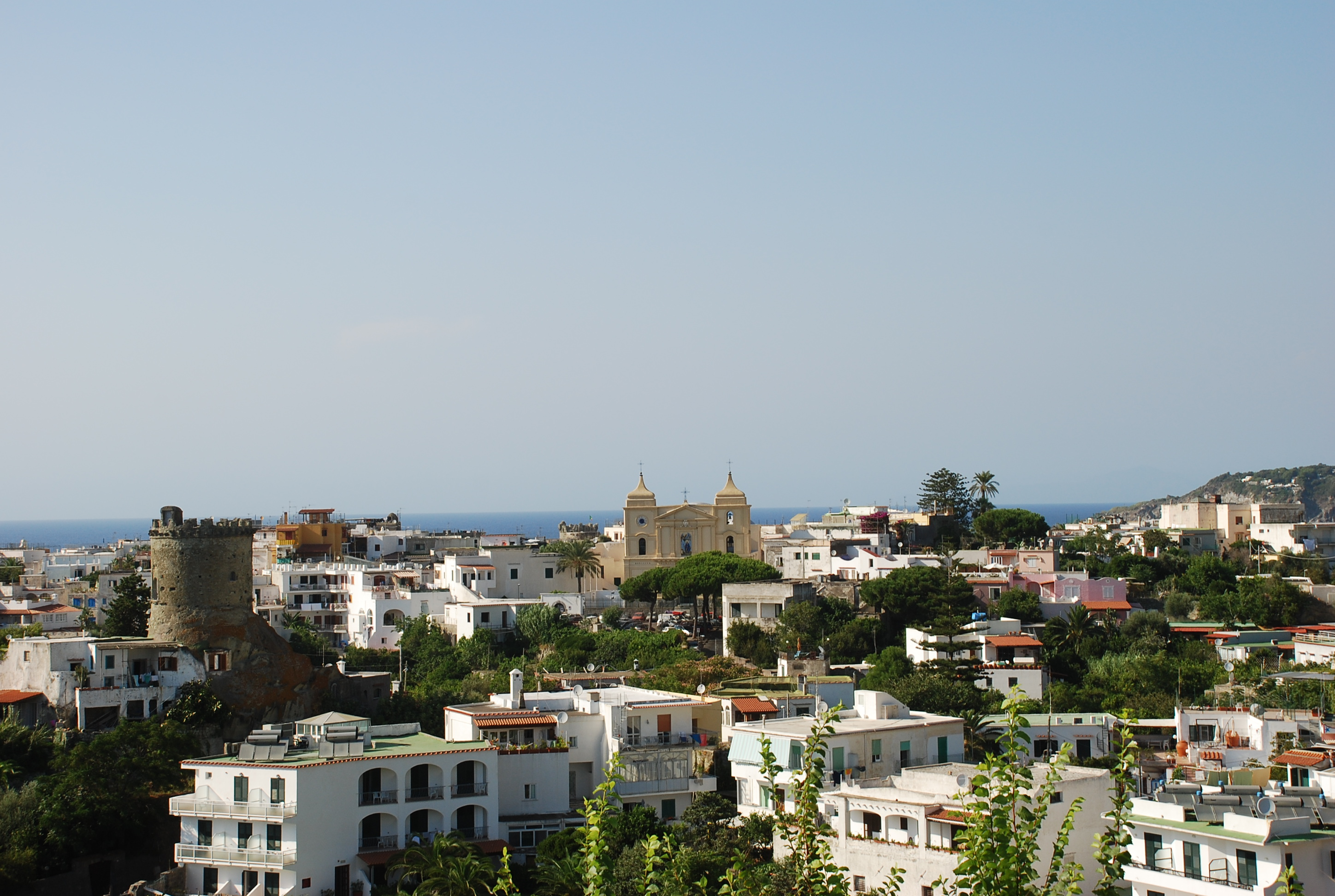
Forio
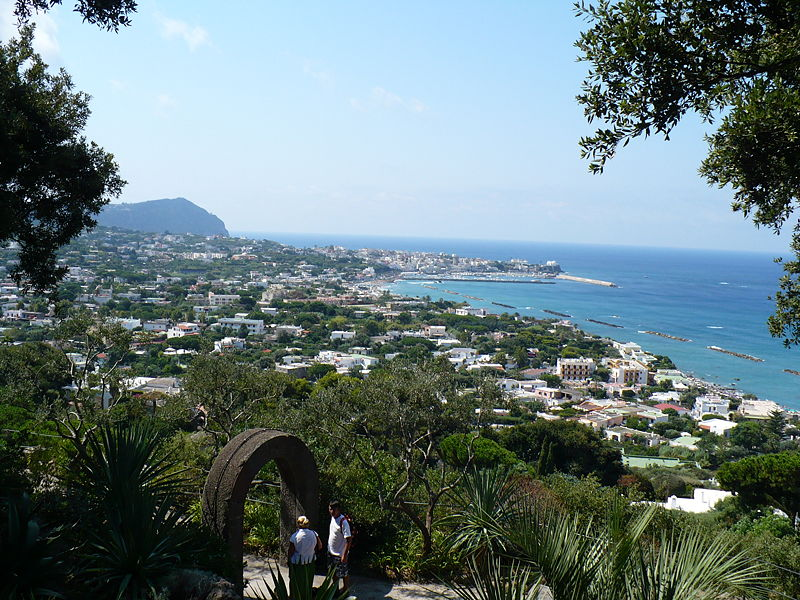
Forio
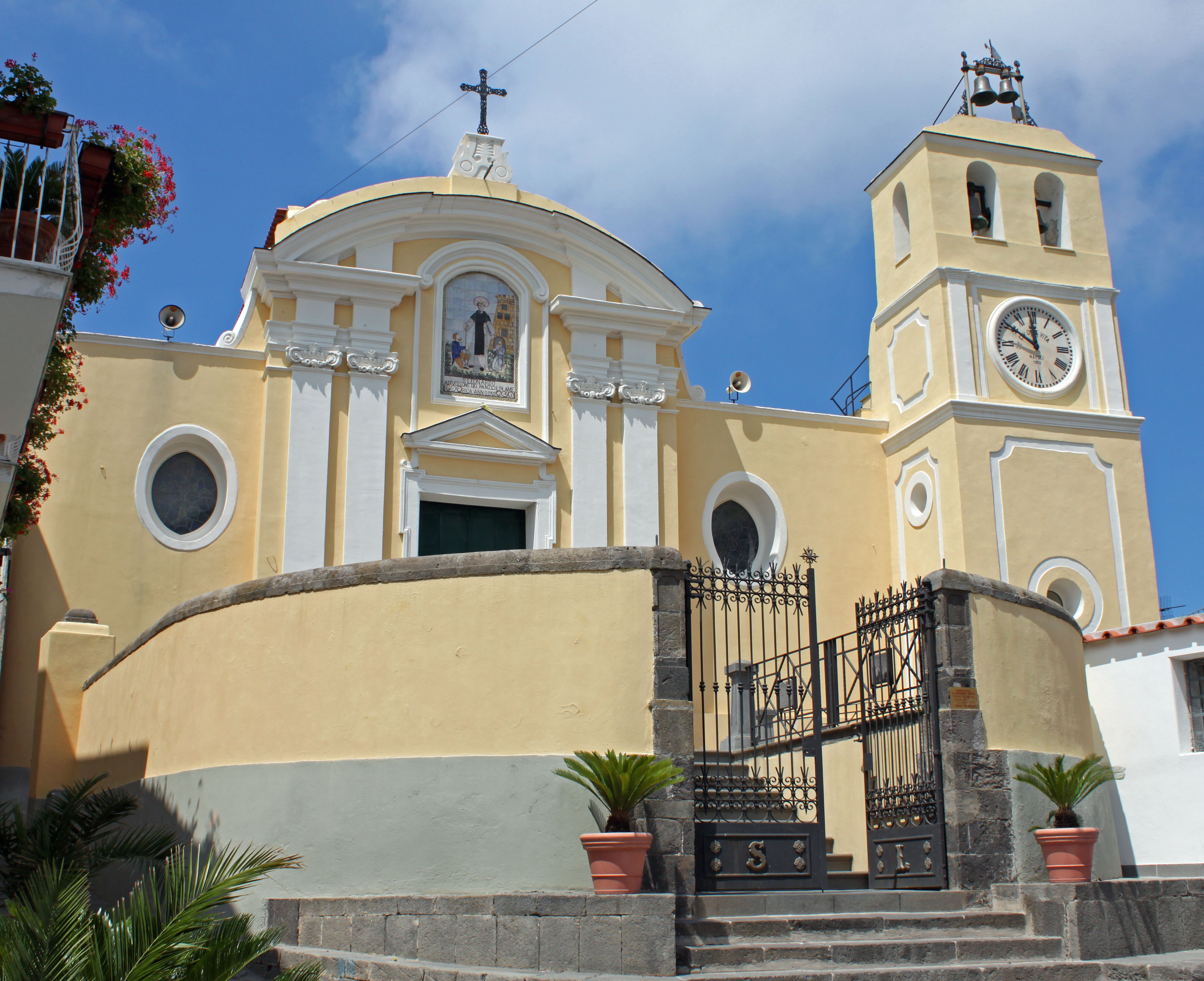
San Leonardo

## Demografie
Forio telt ongeveer 6964 huishoudens. Het aantal inwoners steeg in de periode 1991-2001 met 26,3% volgens cijfers uit de tienjaarlijkse volkstellingen van ISTAT.
| Jaar | Inwoneraantal |
| ---- | ------------- |
| 1991 | 11.526        |
| 2001 | 14.554        |

## Geografie
Forio grenst aan de volgende gemeenten: Casamicciola Terme, Lacco Ameno, Serrara Fontana.